# Geoffroyus heteroclitus
Geoffroyus heteroclitus е вид птица от семейство Psittaculidae.

## Разпространение
Видът е разпространен в Папуа Нова Гвинея и Соломоновите острови.